# Prueba Trinity
La prueba Trinity fue la primera prueba de un arma nuclear por los Estados Unidos. Tuvo lugar el lunes 16 de julio de 1945. Fue la primera explosión nuclear de la historia realizada por el ser humano. La bomba detonada usaba como material fisionable plutonio, igual que la lanzada más tarde sobre Nagasaki, Japón.
Antes de iniciarse la Segunda Guerra Mundial, la física austriaca Lise Meitner, quien había partido de Berlín a Estocolmo en 1938, y Otto Robert Frisch explicaron el fenómeno de la fisión nuclear, observado en el laboratorio de Otto Hahn en Berlín. Las noticias llegaron a los Estados Unidos en enero de 1939 por medio de Niels Bohr, lo que desencadenó en los Estados Unidos una gran actividad científica y tecnológica que culminaría en la prueba Trinity en julio de 1945.

## Investigación, diseño, prueba y producción

### Proyecto Manhattan
La necesidad de la creación de las armas nucleares se planteó a raíz de la política y los avances científicos de finales de la década de 1930. El aumento de los gobiernos fascistas en Europa y los nuevos descubrimientos sobre la naturaleza de los átomos de convergencia llevó al temor de un proyecto de armas nucleares alemán, especialmente entre los científicos que eran refugiados de la Alemania nazi y otros países fascistas. Cuando sus cálculos demostraron que las armas nucleares eran teóricamente factibles, los gobiernos de Estados Unidos, Reino Unido y Canadá comenzaron proyectos para desarrollar armas muy poderosas, utilizando la fisión nuclear como fuente primaria de energía. El Proyecto Manhattan, fue llamado la Alianza de Esfuerzo, y culminó en la prueba de un arma nuclear en el sitio que ahora se llama Trinidad, en julio de 1945, y en los bombardeos atómicos de Hiroshima y Nagasaki unas semanas más tarde.

### Desarrollo
Si bien los intentos de Estados Unidos de investigar la viabilidad de las armas nucleares se inició aproximadamente en 1939, la práctica de desarrollo se inició en serio en 1942, cuando estos esfuerzos fueron trasladados bajo la autoridad del Ejército de los Estados Unidos y se convirtió en el Proyecto Manhattan. El proyecto se desarrolló en el Laboratorio Nacional de Los Álamos en Nuevo México y se centró tanto en el desarrollo del material fisionable para alimentar la cadena de reacciones nucleares que se llevó a cabo dentro de las armas, y en el diseño de las propias armas.
A partir de enero de 1944 a julio de 1945, la producción a gran escala se hizo en plantas en funcionamiento, y el material fisionable producido por lo tanto, se utiliza para determinar las características de las armas. Se llevaron a cabo las investigaciones para conseguir varias posibilidades para el diseño de bombas. En los principios las decisiones sobre el diseño de armas se había basado en cantidades minúsculas de uranio-235 y el plutonio creado en plantas piloto y de laboratorios de ciclotrones. A partir de estos resultados, se pensó que la creación de una bomba sería tan simple como para formar una masa crítica.

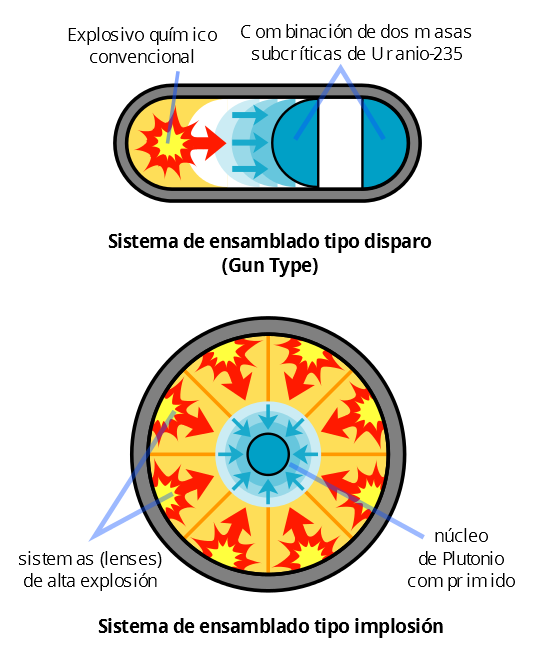
Los dos tipos de bomba de fisión.

La producción de uranio-235 demostró ser bastante difícil con la tecnología existente, pero la producción de plutonio era más fácil, ya que era un producto resultante especialmente de los reactores nucleares, el primero de las cuales fue desarrollada por Enrico Fermi en 1942. El plutonio se produjo en el sitio Hanford en el reactor B, la primera producción de plutonio en el mundo en el reactor. Este primer lote de plutonio se perfeccionó en el 221-T de plantas, utilizando el proceso de bismuto fosfáticas de 26 de diciembre de 1944 al 2 de febrero de 1945, y fue entregado al Laboratorio Nacional de Los Álamos en Nuevo México el 5 de febrero de 1945. Este reactor de plutonio era considerablemente menos puro que ciclotrón de producción de plutonio, sin embargo, la presencia de otro isótopo de plutonio en el producto resultante significa que la simple «arma de fuego» modelo de diseño de la bomba no funcionaría; la presencia de neutrones extra significaba que el arma antes de detonar reduciría considerablemente el rendimiento. Este problema fue descubierto en 1944 y dio lugar a un rediseño de la bomba como un dispositivo de «implosión» en el que un núcleo esférico de plutonio se comprime utilizando explosivos convencionales, lo que aumentaría la densidad del plutonio y, por tanto, alcanzar la masa crítica. La esfera de plutonio tendría que ser comprimida a todas sus partes exactamente igual porque cualquier error tendría un «final fatal», como que simplemente expulse el valioso plutonio y no dé lugar a una gran explosión. Debido a las dificultades en la creación de los lentes de explosivos para una perfecta compresión, el jefe del Proyecto Manhattan, el general Leslie Groves y el director científico Robert Oppenheimer decidieron que una prueba de concepto tendría que llevarse a cabo antes de que el arma pudiera ser utilizada con confianza en la guerra. Esta bomba utiliza el mismo diseño que la explosión de Nagasaki el 9 de agosto de 1945, después de que la prueba Trinity demostrara su viabilidad.

## Origen del nombre

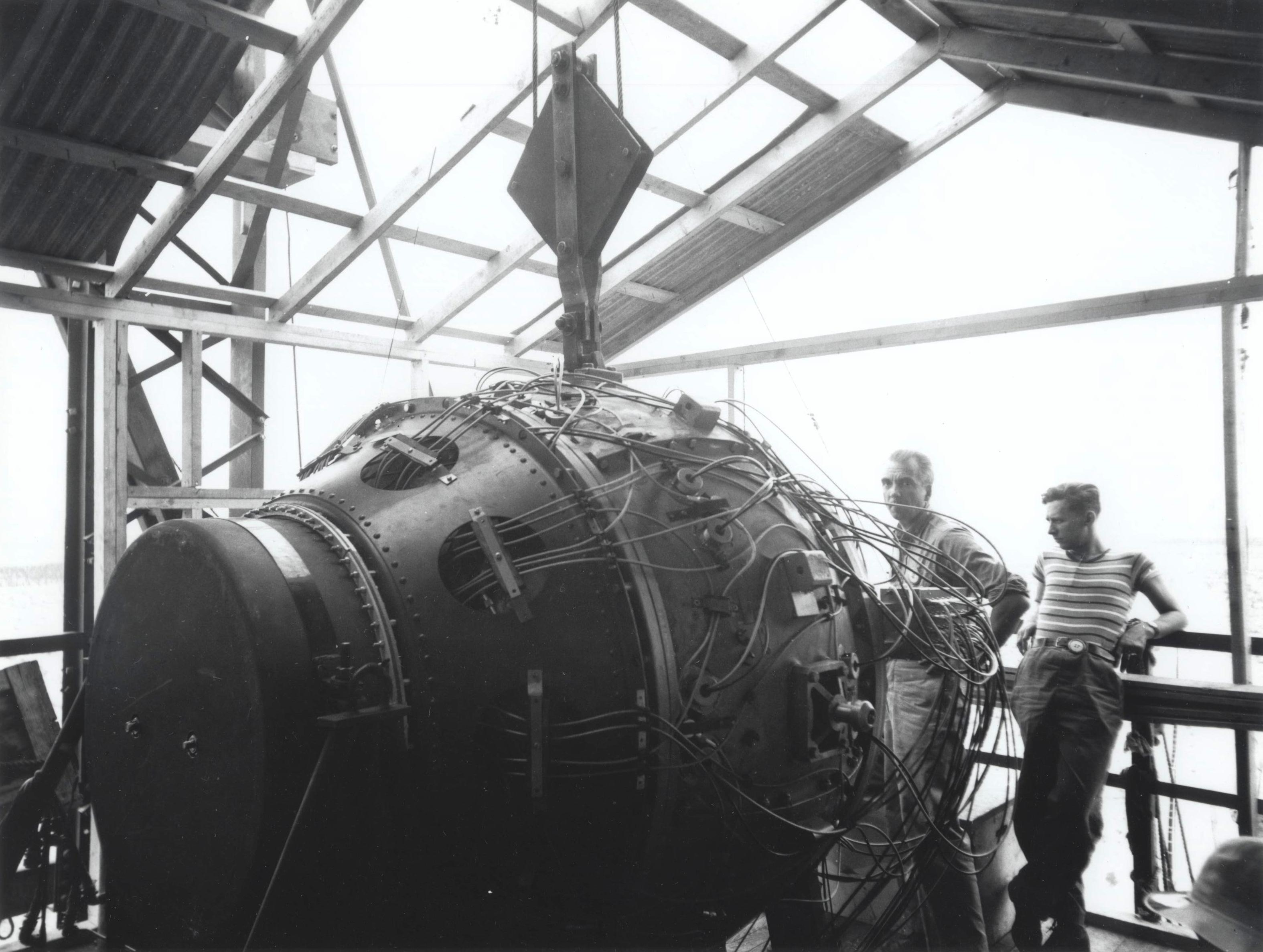
El dispositivo nuclear, de nombre clave simplemente Gadget, completamente ensamblado y listo para la prueba.

El origen exacto del nombre es desconocido, pero se atribuye mayormente al líder del laboratorio Robert Oppenheimer como referencia a la poesía de John Donne.

## Planificación de la prueba
La planificación para el ensayo se asignó a Kenneth Bainbridge, un profesor de física en la Universidad de Harvard, que trabaja con el experto en explosivos George Kistiakowsky. El sitio tenía que estar ubicado en un lugar que garantice el secreto de los objetivos del proyecto, incluso como un arma nuclear y que parezca que una fuerza de origen desconocido se hizo detonar. Un buen equipo científico que se había juntado para recuperar datos de la prueba en sí, y directrices de seguridad que se ha desarrollado para proteger al personal de lo desconocido ya que los resultados del experimento eran muy peligrosos. Se instalaron docenas de cámaras para capturar el evento en película, creadas por el fotógrafo Berlyn Brixner.

### Sitio elegido
El lugar elegido para la prueba fue una zona remota de Alamogordo, después conocida como Campo de Misiles de White Sands. El lugar se encontraba en la zona norte, entre los pueblos de Carrizozo y San Antonio, Nuevo México, en el desierto Jornada del Muerto, al suroeste de los Estados Unidos (33.675° N, 106.475° O).
En el otoño de 1944, comenzaron a llegar soldados al sitio de Trinidad para prepararse para la prueba. El sargento Marvin Davis y su unidad de policía militar llegaron al sitio de Los Álamos el 30 de diciembre de 1944. Esta unidad inicial estableció puestos de control de seguridad en torno a la zona, con planes para utilizar los caballos para las patrullas. Las distancias a lo largo del sitio a vigilar resultaban demasiado grandes, por lo que se recurrió a la utilización de jeeps y camiones de transporte. Durante 1945, llegó otro tipo de personal al sitio de Trinidad para ayudar en los preparativos para la prueba de la bomba. Cuando los soldados en el sitio se asentaron, se familiarizaron con la población de Socorro. Intentaron utilizar el agua de los pozos de los ranchos, pero consideraron que el agua era demasiado alcalina y no se podía beber. Por ello se vieron obligados a utilizar agua salada marina de EE. UU, jabón y agua potable transportadas desde Socorro. La gasolina y el diésel se compraron a la Standard Oil a granel en la planta de Socorro. Se construyeron dos búnkeres para observar la prueba, Oppenheimer y Brig. El general Thomas Farrell observó desde uno de los búnkeres a 16 km de la detonación, mientras que el general Leslie Groves la observó desde un búnker a 27 km de distancia.

### Predicciones
Los observadores hicieron apuestas sobre los resultados de la prueba. Las predicciones fueron entre cero (un fallo completo) a 18 kilotones de TNT (predicho por el físico Isidor Isaac Rabi, que fue quien ganó la apuesta), a la destrucción del estado de Nuevo México, a la ignición de la atmósfera y la incineración de todo el planeta. Este último resultado, si bien los cálculos demostraron que era casi imposible, causó cierta ansiedad en algunos de los científicos por un tiempo.

### Logística
El 7 de mayo anterior se realizó una detonación de 100 toneladas de TNT como prueba para la calibración de la instrumentación. Para la prueba en sí, el dispositivo nuclear de plutonio, de nombre clave gadget se colocó en la parte superior de una torre de acero de 20 metros para su detonación. Una gran canasta de acero de nombre clave Jumbo se encontraba preparada para recuperar el plutonio en caso de que la prueba fallara. La detonación se programó inicialmente para las 4:00, pero fue pospuesta por razones meteorológicas.

## Resultado de la prueba

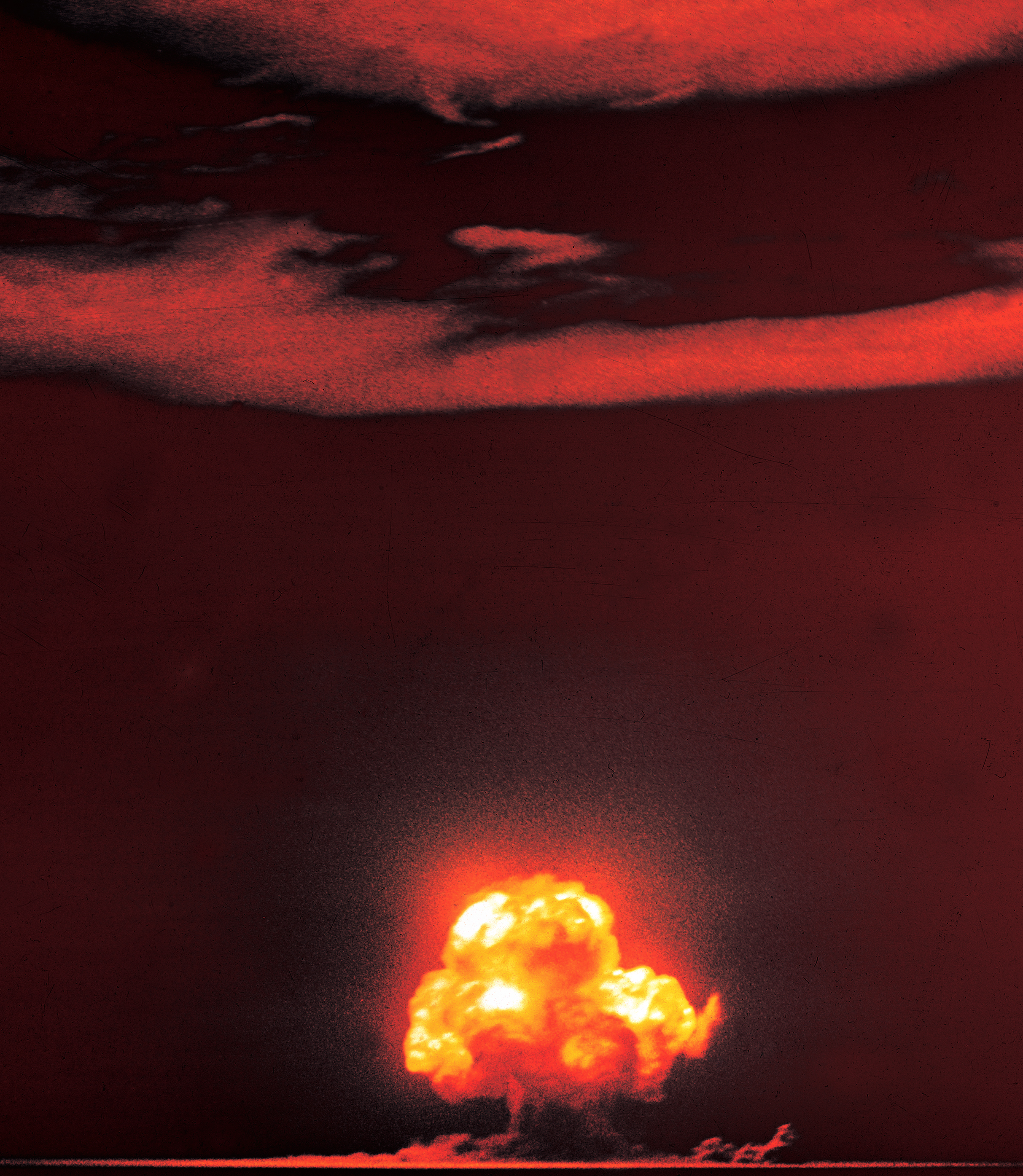
Una de las pocas fotografías en color de la explosión de Trinity.

A las 05:29:45 hora local, el dispositivo explotó con una energía equivalente a 19 kilotones, equivalentes a 19 000 toneladas de TNT (87,5 TJ). Dejó un cráter en el suelo desértico de 3 metros de profundidad y 330 metros de ancho. En el momento de la detonación, las montañas circundantes fueron iluminadas durante uno a dos segundos. Los colores observados de la iluminación variaban desde morado hasta verde, y finalmente a blanco. El estampido de la explosión tardó 40 segundos en alcanzar a los observadores y la onda de choque pudo sentirse a 160 kilómetros de distancia. La nube en forma de hongo alcanzó 12 kilómetros.
El director de Los Álamos, Robert Oppenheimer, quien observó la prueba, más tarde comentó que el evento le recordó una línea del famoso texto indio Bhagavad Gita:

Me he convertido en muerte, el destructor de mundos.

Richard Feynman afirmó ser el único observador en ver la explosión sin los lentes oscuros, protegiéndose de los dañinos rayos ultravioleta únicamente tras el cristal de un camión.
En el cráter, la arena del desierto, compuesta principalmente de sílice, se derritió convirtiéndose en un vidrio de color verde claro, el cual fue llamado trinitita. El cráter se rellenó después de la prueba, y el ejército informó del evento como una explosión accidental en un área de desecho de municiones, lo cual no fue desmentido ni hecho público hasta el 6 de agosto, después del ataque a Hiroshima.
El periodista oficial del Proyecto Manhattan, William L. Laurence, había trasladado previamente varios borradores de noticias a su oficina en el New York Times para ser publicados en caso de emergencia, informando desde una prueba exitosa (el que se utilizó) hasta escenarios más macabros acerca de cómo todos los científicos habían muerto en un solo accidente «extraño».
Alrededor de 260 personas presenciaron la prueba, ninguna a una distancia menor de 9 km.

## Actualmente

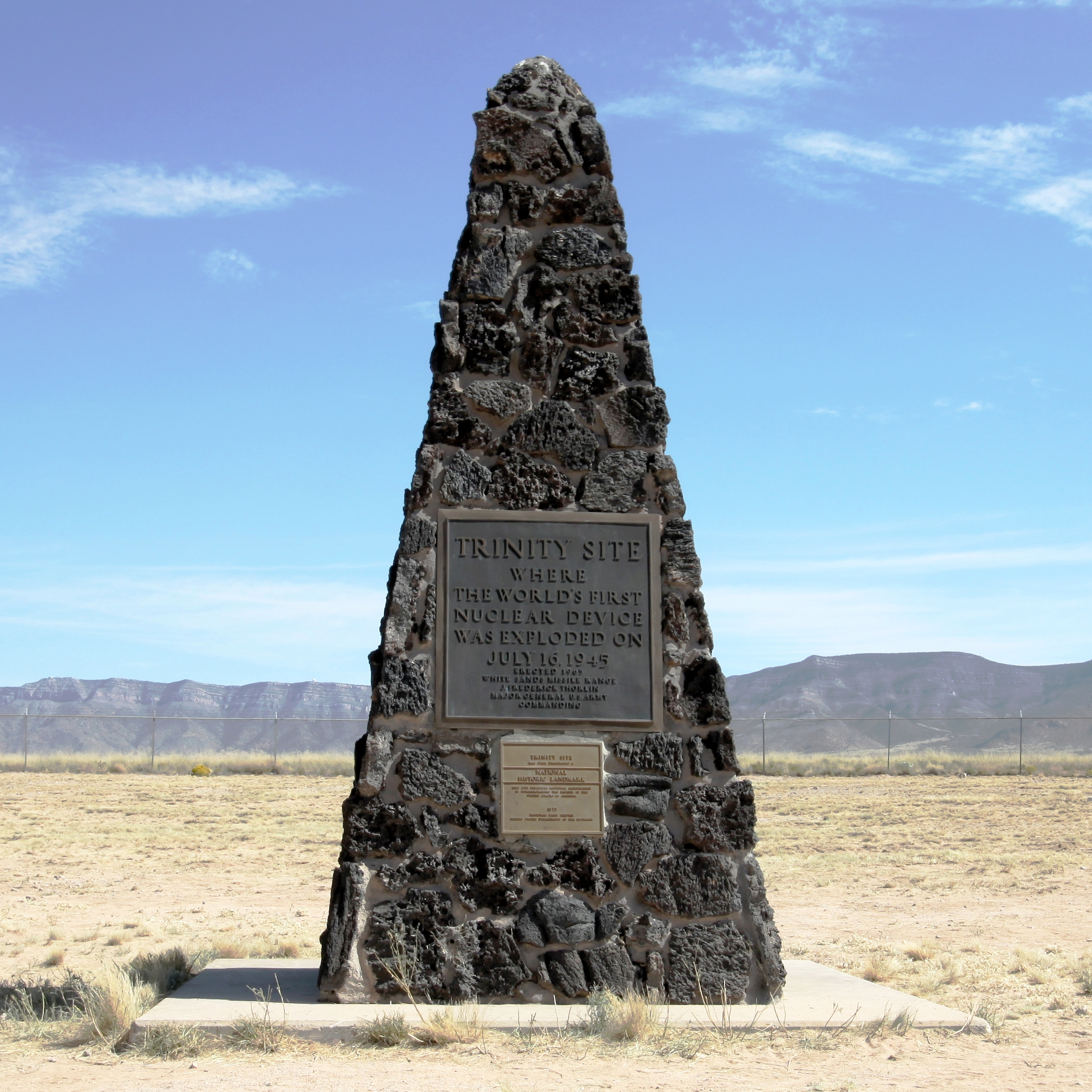
Monumento ubicado actualmente en el Sitio Trinity.

El área fue declarada Monumento Histórico Nacional en 1975 y es accesible al público durante el primer sábado de abril y de octubre. Aún existe una pequeña radiación residual en el sitio. El Monumento Trinity, formado por una roca áspera y oscura en forma de obelisco de alrededor de 3,6 m de altura, marca el hipocentro de la explosión.